# Qu Zhongdong
Qu Zhongdong (chiń. 曲忠东; ur. 18 września 1970) – chiński zapaśnik w stylu wolnym. Zajął 11 miejsce na mistrzostwach świata w 1991. Piąty na igrzyskach azjatyckich w 1994. Wicemistrz Azji w 1991, czwarty w 1992 roku.